# مهدی مصطفی
مهدی مصطفی (عربی: مهدي مصطفى سبع؛ زاده ۳۰ اوت ۱۹۸۳) یک بازیکن فوتبال اهل الجزایر است.